# Landsmannschaft Sorabia-Westfalen Münster
|  |
|  |
|  |
|  |
|  |

|  |
|  |
|  |
|  |
|  |
|  |

|  |
|  |
|  |
|  |

Die Landsmannschaft Sorabia-Westfalen ist eine farbentragende pflichtschlagende Studentenverbindung in Münster, die sich in der Tradition der 1716 in Leipzig gegründeten Wendischen Predigergesellschaft sieht. Als Landsmannschaft ist sie Mitglied im Coburger Convent (CC) sowie im Münsteraner Waffenring (MWR).

## Couleur, Wahlspruch und Allgemeines
Die Burschen tragen ein blau-gold-blaues Band mit goldener Perkussion und ein schwarz-grünes Band auf weißem Feld mit silberner Perkussion. Die Füchse tragen ein schwarz-grünes Band mit silberner Perkussion. Dazu wird eine mitternachtsblaue Samt-Unicoleur Studentenmütze getragen. 
Die Wahlsprüche lauten: Semper virtus servetur! und "Altied Bügel blank!". 
Sie zeichnet sich durch ihre politische sowie konfessionelle Ungebundenheit aus. Die Mitgliedschaft in der Landsmannschaft Sorabia-Westfalen steht grundsätzlich jedem männlichen Studenten einer deutschen oder österreichischen Hochschule offen. 

## Geschichte

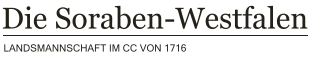
Schriftzug

### Gründungszeit der Landsmannschaft Sorabia Leipzig
Die Gründung der Landsmannschaft Sorabia-Westfalen geht auf den 10. Dezember 1716 zurück, als sorbische Studenten der evangelischen Theologie aus der Oberlausitz an der Universität Leipzig unter der Leitung der Magister Ast und Schirach das „Wendische Prediger-Collegium“ ins Leben riefen. 
Diese frühe Form der Organisation, die den Fokus auf die Ausarbeitung und das gegenseitige Vortragen von Predigten in der sorbischen Sprache legte, hatte das Ziel, die Mitglieder auf ihre spätere Tätigkeit als Prediger vorzubereiten. Die ethnische und religiöse Fundierung der Gemeinschaft wird durch die Herkunft der Gründer und die Verwendung der sorbischen Sprache deutlich, wobei der primäre Zweck zunächst in der sprachlichen und religiösen Praxis lag.
Nicht-Theologen schlossen sich 1755 als außerordentliche Mitglieder der nun so genannten „Societas Sorabica“ an. Nach 50 Jahren, 1767, gaben die Ehemaligen des „Oberlausitz-wendisches Prediger-Kollegs“ eine „Oberlausitz-wendische Kirchenhistorie“ heraus und förderten weiterhin Sprache und Literatur der Sorben. 
Die Lausitzer Prediger-Gesellschaft erlebte im 19. Jahrhundert bedeutende Entwicklungen in ihren Symbolen und Couleur. Bei der 450-Jahr-Feier der Universität Leipzig 1859 trug sie die Fahne der Theologischen Fakultät, jedoch fehlten ihr eigene Farben. Daher wählte sie die blau-goldenen Farben der Stadt Bautzen, aus deren Umgebung viele ihrer Mitglieder stammten. Diese Schärpenfarben bildeten die Grundlage für eine Innen-Couleur, die später zu einer Vollcouleur in blau-gold-blau erweitert wurde. Erst 1928 wurden die Fuxenfarben blau-rot eingeführt. 
1854 begann die Gesellschaft, eine blausamtene, unicolore Mütze zu tragen – ohne Farbstreifen. Während befreundete Verbindungen wie die Universitäts-Sängerschaft zu St. Pauli und die Sängerschaft Arion ihre eigenen farbigen Mützen einführten, blieb die Lausitzer Prediger-Gesellschaft im Leipziger Unicoloren-Verband einzigartig. Sie verzichtete darauf, Farbstreifen ihres Bandes an die Mütze zu heften, wie es andere Verbindungen taten, und bewahrte so einen besonderen Stil. Sorabia blieb die einzige Verbindung, die diesen unicolorigen Stil weiterführte.

### Gründungszeit der Landsmannschaft Westfalen Münster
Im Jahr 1920 wurde in Dortmund, in einer Kneipe namens "Biedermeier", der Altherrenverband der Landsmannschaft „Westfalen“ ins Leben gerufen. Ziel dieses Verbandes war es, eine zweite Landsmannschaft in Münster zu etablieren. Rund 100 Alte Herren aus unterschiedlichen landsmannschaftlichen Vereinen des Ruhrgebiets schlossen sich spontan dem neuen Bund an. Darüber hinaus traten etwa 20 Alte Herren der während der Kriegsjahre vertagten freischlagenden Verbindung Hasso-Guestphalia zu Gießen bei. Durch diese tatkräftige Unterstützung gelang es, am 20. Mai 1920 den aktiven Bund in Münster, unter Mitwirkung der Landsmannschaft Borussia, zu gründen. Bereits am 25. Mai 1920 erhielt die Landsmannschaft „Westfalen“ ihre offizielle Zulassung und wurde wenig später Mitglied der Deutschen Landsmannschaft sowie des Münsterischen Waffenrings. 
Die Farben des Bundes wurden zunächst in den westfälischen Farben Schwarz, Weiß und Grün festgelegt. Um Verwechslungen mit anderen Verbindungen zu vermeiden, entschied man sich jedoch für die Farbfolge Schwarz-Grün auf weißem Grund. Das Fuxenband wurde in Grün-Weiß-Grün gehalten, und die Mütze war schwarz. Der Wahlspruch „Altied Bügel blank!“, ein traditioneller westfälischer Wappenspruch, steht sinngemäß für „Allzeit ein ehrenvolles Schild rein!“.

### Seit dem 19. Jahrhundert
Bis zum Beginn des 20. Jahrhunderts war die Lausitzer Heimat eng mit der theologischen Ausbildung verknüpft und spielte eine zentrale Rolle in der Gesellschaft. Im Laufe des 19. Jahrhunderts wandelte sich die Gemeinschaft zu einer Akademischen Verbindung, die 1909 den Namen „Sorabia“ annahm. Dieser Name sollte einerseits den Bezug zum Sorbenland verdeutlichen und andererseits den Stiftern der Gesellschaft gerecht werden. 
Zu Beginn des 20. Jahrhunderts strebte die Aktivitas der Verbindung eine Eingliederung in einen akademischen Verband an. Dieser Schritt wurde 1934 vollzogen, als der Anschluss an die Deutsche Landsmannschaft (DL) erfolgte. Im Zuge dieses Beitritts übernahm die Verbindung auch das Prinzip der Bestimmungsmensur.
Während der Zeit des Nationalsozialismus, in der Studentenverbindungen verboten wurden, gründete sich 1936 die „Kameradschaft Ernst Krohn“, um die Traditionen der Sorabia im Untergrund fortzuführen. Im gleichen Jahr entstand auch die „Kameradschaft Georg von Schönerer“, die aus der Landsmannschaft Westfalen hervorging und ebenfalls versuchte, die Traditionen trotz des Verbots von Verbindungen aufrechtzuerhalten.
Nach dem Ende des Dritten Reiches, als alle Verbindungen verboten waren, wurde auch der Altherrenverband in Leipzig aufgelöst.

### Nachkriegszeit
Die Wiedergründung erfolgte 1953 in Marburg durch die in Westdeutschland lebenden ehemaligen Leipziger Soraben, da eine solche Wiederbelebung unter der Herrschaft der SED in Leipzig auf absehbare Zeit nicht möglich gewesen wäre. 1964 wurde in Münster eine Aktivitas ins Leben gerufen.

### Fusion zur Landsmannschaft Sorabia-Westfalen
Im Jahr 1969 fusionierte die Landsmannschaft Sorabia mit der Landsmannschaft Westfalen, die 1920 in Münster gegründet worden war. Der Bund besteht bis heute und ist die älteste Studentenverbindung Deutschlands.
Im Zuge des Zusammenschlusses der Landsmannschaften Sorabia und Westfalen wurde beschlossen, dass die Farben der Soraben als offizielles Burschenband getragen werden sollten. Gleichzeitig erhielten die ehemaligen Mitglieder der Westfalen die Erlaubnis, ihr ursprüngliches Band weiterhin – als erstes – zu tragen. Später entschied man, dass alle Mitglieder des Bundes, unabhängig davon, ob sie Gründungsmitglieder oder später Hinzugekommene waren, beide Bänder tragen sollten. Dadurch wird jeder Bundesbruder nach seiner Aufnahme – während die Füxe zunächst nur das blau-rote Band tragen – ein Doppelbändermann, was im Laufe weiterer Bandaufnahmen leicht zu einer „Couleur-Weste“ führen kann.
Ein zentrales Anliegen bei den Verhandlungen über den Zusammenschluss war jedoch, dass die blausamtene Unicolore der Sorabia von allen Bundesbrüdern getragen würde. Den ehemaligen Westfalen wurde jedoch eine Ausnahme gewährt: Bei traditionsreichen Veranstaltungen der Westfalen durften sie ihr Cerevice oder ihr Tönnchen mit dem Westfalen-Zirkel tragen.

## Freundschaftsverhältnisse
Die Landsmannschaft Sorabia-Westfalen zu Münster pflegt enge Freundschaften zu zwei weiteren Landsmannschaften: der Landsmannschaft Hasso-Guestfalia zu Marburg und der Landsmannschaft Brandenburg Berlin.
Dies spiegelt einen lebendigen Austausch und eine gegenseitige Unterstützung innerhalb des Korporationswesens wider. Im Zentrum steht eine tief verwurzelte Freundschaft sowie eine hohe Wertschätzung unter den Mitgliedern. Diese Freundschaftsverhältnisse werden regelmäßig durch gemeinsame Aktivitäten und das Teilen von Traditionen weiter gestärkt.